# (5823) Oryo
(5823) Oryo (1989 YH) – planetoida z pasa głównego asteroid okrążająca Słońce w ciągu 4,62 lat w średniej odległości 2,77 j.a. Odkryta 20 grudnia 1989 roku.